# اریک وولبرخت
اریک وولبرخت (انگلیسی: Erik Vollebregt؛ زادهٔ ۱۰ دسامبر ۱۹۵۴) قایقران قایق بادبانی اهل هلند بود.